# Emre Ekti
Emre Ekti (* 6. Juli 1989 in Yıldırım) ist ein türkischer Fußballspieler.

## Karriere
Ekti begann seine Profi-Karriere Bei Bursa Nilüferspor, bei dem er in fünf Jahren zu 95 Einsätzen kam. 2013 wechselte er zu Şekerspor, 2014 dann zu Tavşanlı Linyitspor. Sein Ligadebüt für Tavşanlı gab er am 7. September 2014 gegen Yeni Malatyaspor, das Spiel verlor Tavşanlı mit 1:2.